# Simira wurdackii
Simira wurdackii är en måreväxtart som beskrevs av Julian Alfred Steyermark. Simira wurdackii ingår i släktet Simira och familjen måreväxter. IUCN kategoriserar arten globalt som sårbar. Inga underarter finns listade i Catalogue of Life.